# Stylonuridae
Famille
Genres de rang inférieur
- † Ctenopterus Clarke & Ruedemann, 1912
- † Laurieipterus Kjellesvig-Waering, 1966
- † Pagea Waterson, 1962
- † Soligorskopterus Plax et al., 2018
- † Stylonurus Page, 1856

Les Stylonuridae sont une famille fossile d'Euryptérides et d'Arthropodes Chélicérates communément appelés "scorpions de mer". La famille est l'une des deux familles contenues dans la super-famille des Stylonuroidea (avec les Parastylonuridae), qui à son tour est l'une des quatre super-familles classées dans le sous-ordre des Stylonurina.

## Description
Les Stylonuridae ont vécu du Silurien inférieur au Dévonien supérieur. Ce sont des animaux parfois petits, parfois très grands, caractérisés par des écailles en forme de tubercules ou de boutons. Le prosome (tête) est de forme variable. Les yeux composés en forme d'arcs sont positionnés, selon les cas, sur la partie sub-centrale ou la partie antérieure du prosome. L'abdomen est mince. Les appendices locomoteurs sont longs et puissants, et portent parfois des épines. La plupart des genres n'ont pas d'appendices natatoires.
Les Stylonurides sont des Stylonuroïdes dont l'opisthosome est indifférencié, et qui possèdent des appendices II-IV spinifères comme ceux du genre Ctenopterus, et des appendices V-VI non spinifères comme ceux du genre Pagea. Les épines fixes des appendices II à IV pourraient avoir été utilisées par les Stylonurides comme des filets pour ratisser les sédiments, en permettant de capturer sans discernement tout ce qui se trouvait dans l'arc de balayage des appendices concernés. Ce type d'alimentation par balayage se retrouve chez les Hibbertopteroidea, bien que les adaptations que l'on trouve chez les Hibbertoptérides suggèrent qu'ils étaient des prédateurs plus sélectifs.

## Classification
Les Stylonuridae sont classés dans la super-famille des Stylonuroidea au sein du sous-ordre des Stylonurina. La famille contient au total cinq genres, dont deux, Laurieipterus et Ctenopterus, sont regroupés dans une sous-famille dont la validité est discutée, les Laurieipterinae. Les Laurieiptérines sont des Stylonurides du Silurien inférieur caractérisés par un large métastome et un épistome avec un champ rostral.

## Genres
- Pagea Waterston, 1962
- Soligorskopterus Plax et al., 2018
- Stylonurus Page, 1856
- Sous-famille Laurieipterinae Kjellesvig-Waering, 1966
  - Ctenopterus Clarke & Ruedermann, 1912
  - Laurieipterus Kjellesvig-Waering, 1966